# 新城地产
江蘇新城地產股份有限公司（上交所除牌前：900950，简称：新城B股）是一家在中國的房地產開發商，現時為新城發展控股有限公司（港交所：1030）旗下，持有該公司58.86%股權，主要在長三角地區如常州、上海、南京、蘇州、昆山及無錫等地開發地產項目，現時由董事長王振華。
新城地產成立於1993年，其後在上海證券交易所以B股上市。目前主要透過發行信託進行融資。在新城控股上市以後，新城地產會集中負責開發純住宅項目。

## 連結
- FutureHoldings.com.cn （页面存档备份，存于）